# Rájov (Přimda)
Rájov (německy Rail) je malá vesnice, část města Přimda v okrese Tachov v Plzeňském kraji. Nachází se asi 4,5 kilometru jihovýchodně od Přimdy. Rájov leží v katastrálním území Rájov u Třískolup o rozloze 3,41 km².

## Historie
První písemná zmínka o vesnici pochází z roku 1344. Vesnice byla založena jako tzv. chodská obec jejíž obyvatelé měli za úkol střežit zemskou hranici mezi Čechami a Bavorskem. V letech 1938 až 1945 byl Rájov v důsledku uzavření Mnichovské dohody přičleněn k nacistickému Německu. Rájov byl samostatnou obcí, v letech 1961 až 1979 byl částí obce Třískolupy. Od 1. ledna 1980 je částí města Přimda.

## Obyvatelstvo
| Rok            | 1869 | 1880 | 1890 | 1900 | 1910 | 1921 | 1930 | 1950 | 1961 | 1970 | 1980 | 1991 | 2001 | 2011 | 2021 |
| -------------- | ---- | ---- | ---- | ---- | ---- | ---- | ---- | ---- | ---- | ---- | ---- | ---- | ---- | ---- | ---- |
| Počet obyvatel | 183  | 189  | 213  | 198  | 214  | 216  | 171  | 99   | 85   | 63   | 47   | 27   | 19   | 25   | 23   |
| Počet domů     | 35   | 37   | 38   | 39   | 38   | 38   | 40   | 20   | 20   | 15   | 14   | 13   | 13   | 13   | 14   |